# Rudy Markussen
Rudy Markussen (ur. 24 lipca 1977 w Kopenhadze) – duński bokser, były zawodowy mistrz świata organizacji Europe w kategorii super średniej (do 168 funtów).

## Kariera zawodowa
Przeszedł na zawodowstwo w 1998 roku, w wieku 19 lat.